# Nedvězí (kraj pardubicki)
Nedvězí – miejscowość i gmina (obec) w Czechach, w kraju pardubickim, w powiecie Svitavy. W 2022 roku liczyła 200 mieszkańców.